# Војска
Војска је оружана сила једне државе намењена за одбрану земље од спољашњег непријатеља, као и за извршавање других задатака које јој додели државно руководство. Сврха постојања војске није само вођење рата. Војска се користи и за извођење мировних операција, као и за подршку другим државним институцијама у случајевима невојног угрожавања безбедности (природне и индустријске несреће, тероризам, организовани криминал итд.). Војска се најчешће састоји из видова, родова и служби. Видови су: копнена војска, ваздухопловство и противваздухопловна одбрана и морнарица. Родови војске су: пешадија, артиљерија, оклопно-механизоване јединице итд. Службе војске су: техничка, интендантска, санитетска итд.
Задатак војске се обично дефинише као одбрана државе, и њених грађана, и спровођење рата против друге државе. Војска исто тако може да има додатне санкционисане и несанкционисане функције унутар друштва, укључујући, промоцију политичке агенде, заштите корпоративних економских интереса, интерне контроле становништва, изградње, хитних служби, друштвених церемонија и чувања важних области. Војска такође може da функционише као дискретна подкултура унутар ширег цивилног друштва, кроз развој засебне инфраструктуре, која може укључивати становање, школе, комуналне услуге, логистику, здравство и медицину, право, производњу хране, финансије и банкарство. У широкој употреби, појмови оружане снаге и војска често се сматрају синонимним, мада се у техничкој употреби понекад прави разлика при чему оружане снаге једне земље могу обухватати војне и друге паравојне снаге. Оружана сила је употреба оружаних снага за постизање политичких циљева.
Професија војника као дела војске је старија од саме записане историје. Неке од најпостојанијих слика класичне антике приказују моћ и подвиге њихових војсковођа. Битка код Кадеша из 1274. године п. н. е. је била једна од преломних тачака владавине фараона Рамзеса II, и има проминентно место у виду рељефа на његовом монументу. Хиљаду година касније, цар уједињене Кине Ћин Ши Хуанг је био толико одлучан да импресионира богове својим војном моћи, да је сахрањен са армијом теракотске војске. Римљани си били посвећени војним питањима, остављајући потомству мноштво трактата и записа, као и велики број раскошно уклесаних триумфалних капија и стубова победе.

## Етимологија и дефиниције
Прва записана употреба речи military у енглеском језику, записано као militarie, потиче из 1585. Ова реч потиче од латинске речи militaris (од латинске речи miles, са значењем 'војник') преко француског, мада је та етимологија несигурна. По једној сугестији реч је изведена из *mil-it- – идући телом и масом. Реч је сада користи за означавање особе веште у употреби оружја, или која је ангажована у војној служби, или у ратовању.
Као именица, војска обично се углавном односи на оружане снаге једне земље, или понекад, конкретније, на више официре који јој командују. Уопштено говорећи, односи се на физичку способност оружаних снага, особља, опреме и физичког подручја које они заузимају.
Као придев, војни се првобитно односило само на војнике и војниковање, али се значење убрзо проширило да означава копнене силе у општем смислу и све што се тиче њихове професије. Имена одреда Краљевске војне академије (1741) и Војне академије Сједињених Држава (1802) одражавају то проширено значење термина. Међутим, отприлике у време Наполеонових ратова, реч 'војни' је почела да се користи за означавање целокупних оружаних снага, и у 21. веку изрази попут војне службе, војне обавештајне служба, и војне историје обухватају поморске, копнене и ваздухопловне аспекте. Као такав, термин се сада односи на сваку активност коју обавља особље оружаних снага.

## Историја
Војна историја се обично сматра историјом свих конфликта, а не само историјом државних војних снага. Она се донекле разликује од историје рата, док војна историја има фокус на људима и институцији ратовања, историја рата се превасходно бави еволуцијом самог рата узрокованог променама технологије, влада и географије.
Војна историја има бројне аспекте. Један од главних аспеката је учење из прошлих достигнућа и грешака, како би се у будућности ефикасније ратовало. Други је стварање осећаја војне традиције, који се користи за стварање кохезивних војних снага. Још један аспект је да се науче начини за ефикасније спречавање ратова. Људско знање о војсци у великој мери се заснива на забележеној и усменој историји војних сукоба (ратова), њихових учесничких армија и морнарица, а однедавно и ваздухопловних снага.
Начелно постоје две врсте војне историје, иако готово сви текстови имају елементе обе врсте: описна историја, која служи бележењу сукоба без навођења било каквих изјава о узроцима, природи конфликта, завршетку и ефекту сукоба; и аналитичка историја, која настоји да пружи изјаве о узроцима, природи, завршетку и последицама сукоба - као средство за извођење знања и разумевање конфликата као целине, и ради спречавања понављања грешака у будућности, да би се осмислили бољи концепти или методе у примени снага, или ради заговарања потребе за новом технологијом.

## Организација

### Особље и јединице
Упркос растуће важности војне технологије, војна активност пре свега зависи од људи. На пример, 2000. године Британска армија је декларисала: „Човек је и даље прво оружје рата.”

#### Ранг и улога
Војна организација је карактерисана строгом хијерархијом подељеном на војне чинове, са чиновима који су обично груписани (у опадајућем редоследу ауторитета) као официри (нпр. пуковник), подофицири (нпр. млађи водник), и особље на најнижем рангу (нпр. војници). Док виши официри доносе стратешке одлуке, потчињени војни кадар (војници, морнари, маринци, и авијатичари) их извршавају. Називи чинова могу да варирају међу видовима оружаних снага и земљама, међутим хијерархија рангова је заједничка за све државне оружане снаге широм света.
Поред њиховог ранга, особље заузима једну од многих специјализованих улога, које се често групишу према природи војног задатка дате улоге у борбеним операцијама: борбене улоге (нпр. пешадија), улоге борбене подршке (нпр. борбени инжењери), и улоге позадинске подршке (нпр. логистичка подршка).

#### Регрутовање
Особље може бити сакупљено добровољним пријављивањем или регрутацијом, у зависности од система који је држава изабрала. Већина војних лица су мушкарци; мањински удео женског особља варира на међународном нивоу (око 3% у Индији, 10% у УК, 13% у Шведској, 16% у САД, и 27% у Јужној Африци). Док две трећине држава у данашње време регрутују или изнајмљују само одрасле особе, 2017. године се 50 држава још увек делимично ослањало на децу млађу од 18 година (обично 16 или 17 година старости) за попуњавање редова својих оружаних снага.
Док су регрути који се придруже као официри углавном предиспонирани за друштвени напредак, већина регрутованог особља потиче из окружења релативне социјално-економске депривације. На пример, након што је САД обуставила војну регрутацију 1973. године, „војска је несразмерно привукла афроамеричке мушкарце, људе са социјално-економском положајем ниског статуса, људе који су били у неакадемским средњим школама, и оне чије су оцене у средњој школи биле на ниском нивоу”.

#### Обавезе
Обавезе војног запошљавања су многобројне. Војно запошљавање с пуним радним временом обично захтева минимални период службе у трајању од неколико година; рок између две и шест година је типичан за оружане снаге у Аустралији, Великој Британији и САД, на пример, у зависности од улоге, рода војске и чина. Неке оружане снаге дозвољавају кратак отпусни интервал, обично током тренинга, кад регрути могу да напусте оружане снаге. Алтернативно, војно запослење са краћим радним временом, познато као снаге војних резерви, омогућава регруту да одржава цивилни посао док је на обуци под војном дисциплином викендом; особа може бити позвана да служи у операцијама као допуна јединицама с пуним радним временом. После напуштања оружаних снага, регрути могу остати одговорни за обавезни повратак на пуно радно време у војсци како би тренирали или учествовали у војним операцијама.
Војни закон уводи кривична дела која нису призната од стране цивилних судова, као што су одсутност без допуста (AWOL), дезертирање, политички акције, симулирање, неучтиво понашање, и непослушност (погледајте, на пример, Прекршаје против војног закона у Уједињеном Краљевству). Казне се крећу од сумарног укора до затворских казни од по неколико година након пресуде војног суда. Одређена основна права су такође ограничена или суспендована, укључујући слободу удруживања (нпр. организовања синдиката) и слободу говора (обраћања медијима). Војно особље у неким земљама има право приговора савести ако сматрају да је наредба неморална или незаконита, или се не може с добром савешћу спровести.
Особље може бити постављено на базе у својој земљи или у иностранству, у складу са оперативним потребама, и може бити распоређено из тих база на војне вежбе или операције било где у свету. Током мира, када је војно особље углавном стационирано у гарнизонима или другим сталним војним објектима, они углавном врше административне задатке, тренинг и образовне активности, техничко одржавање, и регрутовање.

#### Обука
Иницијални тренинг припрема регруте за захтеве војног живота, укључујући спремност на повреде и убијање других људи, и да се суоче са смртном опасношћу без бежања. То је физички и психолошки интензиван процес који ресоцијализује регруте за јединствену природу војних захтева. На пример:
- Индивидуалност је потиснута (нпр. бријањем главе нових регрута, издавањем униформи, ускраћивањем приватности и забраном кориштења имена);[35][36]
- Дневна рутина је чврсто контролисана (нпр. регрути морају направити своје кревете, полирати чизама и одлагати одећу на одређени начин, а грешке се кажњавају);[36][37]
- Непрекидни стресори исцрпљују психолошку отпорност према захтевима њихових инструктора (на пример, депривација регрута од спавања, хране или склоништа, извикивање увреда и давање налога намењених понижавању);[36][37][38]
- Често кажњавање служи условљавању групног конформизма и обесхрабрује лоше перформансе.[36]
- Дисциплински инструктор вежби је представљен као узор идеалног војника.[39]

#### Привилегије
Војно запошљавање може имати привилегије укључујући, на пример, авантуристичку обуку; субвенционисан смештај, оброке и путовања; и пензију. Неке оружане снаге такође субвенционишу образовање регрута пре, током и/или након служења војске у замену за минимални период формалне војне запослености.